# فرودگاه بارویک–لافایت
فرودگاه بارویک-لافایت (به انگلیسی: Barwick-LaFayette Airport) یک فرودگاه همگانی بهره‌برداری هوایی است که یک باند فرود آسفالت دارد و طول باند آن ۱۶۵۰ متر است. این فرودگاه در کشور ایالات متحده آمریکا قرار دارد و در ارتفاع ۲۳۷ متری از سطح دریا واقع شده‌است.